# Mörsbach (Zweibrücken)
Mörsbach ist der nördlichste Stadtteil von Zweibrücken und liegt auf der Sickinger Höhe.

## Geographie
Mörsbach ist im Südwesten der Sickinger Höhe gelegen. Auf seiner Gemarkung liegt mit dem Kastenbühl (385 m) der höchste Punkt im Stadtgebiet Zweibrückens.

## Geschichte
1441 wurde der Ort als Morspach erstmals genannt, lag damals aber noch im Tal des Bundenbachs in der Au. Als es nach dem Dreißigjährigen Krieg verödet war und Neusiedler aus dem Berner Oberland angeworben wurden,  errichteten diese den Ort auf der Höhe neu. Wegen der Herkunft dieser Siedler, die der landwirtschaftlichen Entwicklung große Impulse gaben, und wohl auch auf Grund seiner Höhenlage, wird Mörsbach in der Umgegend als Die Schweiz bezeichnet.
Mörsbach kam 1798 zum Kanton Homburg und 1818 mit diesem zum Landkommissariat Homburg. 1920 wechselte es vom Bezirksamt Homburg zum Bezirksamt Zweibrücken. Die bis dahin eigenständige Gemeinde wurde am 22. April 1972 nach Zweibrücken eingemeindet.
Von der am Bundenbach gelegenen ehemaligen Mörsbacher Mühle wurde jahrzehntelang das Trinkwasser für die drei Ortschaften Mörsbach, Großbundenbach und Kleinbundenbach auf die Höhe gepumpt.

## Politik

### Ortsbeirat
Für den Stadtteil Mörsbach wurde ein Ortsbezirk gebildet. Dem Ortsbeirat gehören elf Beiratsmitglieder an, den Vorsitz im Ortsbeirat führt der direkt gewählte Ortsvorsteher.
Für weitere Informationen zum Ortsbeirat siehe die Ergebnisse der Kommunalwahlen in Zweibrücken.

### Ortsvorsteher
Dennis Nizard (Wählergruppe Nizard) wurde am 4. Juli 2024 Ortsvorsteher von Mörsbach. Bei der Direktwahl am 9. Juni 2024 war er als einziger Bewerber mit einem Stimmenanteil von 79,6 % gewählt worden.
Nizards Vorgänger Achim Ruf (Grüne) hatte das Amt 2019 von Susanne Murer (Grüne) übernommen und kandidierte 2024 nicht erneut.

## Wirtschaft und Infrastruktur
Seit alters her spielte die Landwirtschaft für die Dorfbewohner eine große Rolle, auch wenn im 19. und 20. Jahrhundert die Männer meist in den Kohlegruben des Saargebiets oder den Industriebetrieben in Zweibrücken und Homburg arbeiteten. Heute werden alle Ackerflächen von nur noch drei Betrieben bewirtschaftet. In Mörsbach befinden sich zwei große landwirtschaftliche Betriebe, die unter anderem Bioenergie gewinnen, sowie eine Baufirma.
Einkaufsmöglichkeiten sind keine vorhanden.
Zur Kernstadt Zweibrücken besteht nur eine sporadisch verkehrende Busverbindung.
Mörsbach hat einen Kindergarten und ein Kurzzeitpflegeheim des DRK.
Auf dem Ortsgebiet Mörsbachs („Am Rechenbach“) befindet sich die Mülldeponie mit Abfallsortieranlage der Stadt Zweibrücken.